# Mysterios
I Mysterios sono stati un tag-team di wrestling attivo in WWE tra il 2020 e il 2022, composto da Rey Mysterio e suo figlio Dominik.

## Storia
Dominik e Rey Mysterio hanno iniziato a lavorare come tag-team nel 2020, iniziando una faida con Seth Rollins; quest'ultima ha introdotto per la prima volta Dominik nel vero mondo della WWE, debuttando a SummerSlam in un match perso contro Rollins.
Il "picco" dei Mysterios arrivo a WrestleMania Backlash nel maggio 2021, dove hanno insieme sconfitto Dolph Ziggler e Robert Roode per lo SmackDown Tag Team Championships. Questa vittoria diede il primo titolo al team e il primo titolo ottenuto da padre e figlio in assoluto. Al pre-show di Money in the Bank, i Mysterios persero i titoli contro gli Usos, terminando il loro regno di 63 giorni.
Nel draft tenutosi nell'ottobre 2021, sia Rey che Dom sono stati selezionati a Raw. Durante il 2022,il team ha partecipato a Wrestlemania 38 dove affrontarono Logan Paul e The Miz (Qui Dom e Rey esibirono una Double 619 contro Logan). Segui la faida con The Judgement Day che terminò per il essere il motivo dello scoglimento del team.
A Clash at the Castle, dopo che Rey ed Edge sconfissero Bálor e Priest, Dominik colpì Edge con un colpo basso. Rey chiese allora a Dominik di fermarsi, ma Dominik attaccò Rey.
Dopo aver attaccato il padre a Clash at The Castle ,Dom entrò ufficialmente a far parte della stable The Judgment Day. Dominik e i The Judgment Day continuarono a tormentare Rey a Raw al punto che Rey informò il CCO della WWE Triple H che avrebbe preferito abbandonare piuttosto che combattere Dominik. Triple H offrì a Rey di unirsi al marchio SmackDown e Rey accettò l'offerta. Col tempo Dom ha iniziato a cercare di diventare simile a Eddie Guerrero e a chiamare Rhea Ripley (membro di Judgement Day) Mami. Rey doveva partecipare alla Royal Rumble come 17° entrante del match, ma non è mai arrivato sul ring quando è suonata la sua musica. Quando suo figlio Dom è entrato come n. 18 ha strappato una delle maschere di Rey facendo pensare che lui e la stable avevano attaccato Rey causandoli un infortunio.
Nelle settimane successive, Dom chiese spesso un 1 contro 1,ma Rey continuava a rifiutare. A WWE Hall of Fame 2023, Rey fu il primo annunciato ma poco dopo l'inizio del suo discorso, The Judgement Day attaccarono nuovamente.  Successivamente The Judgment Day ha sconfitto Legado Del Fantasma  in un match a sei uomini, Dominik ha provocato e spinto Rey a colpirlo, dicendo che Rey era un "padre scansafatiche" e che lui avrebbe dovuto essere il figlio di Eddie. Dom chiese nuovamente di combattere in un 1 contro 1,ma Rey disse nuovamente che non voleva combattere con il suo stesso figlio. Nell'episodio del 24 marzo di SmackDown, Rey accettò finalmente la sfida di Dominik. Successivamente Rey ricreò la Latino World Order e invitò Legado Del Fantasma   (Santos Escobar, Zelina Vega, Joaquin Wilde e Cruz Del Toro) a unirsi come segno di gratitudine per averlo aiutato nella faida contro Dominik e The Judgement Day. Rey avrebbe sconfitto nuovamente Dominik nella prima notte di WrestleMania 39. Al Draft del 2023, i Judgment Day furono arruolati a Raw e i Latino World Order furono arruolati a SmackDown, raffreddando la faida. Nell'episodio del 5 dicembre di NXT ,Dominik avrebbe dovuto combattere Wes Lee per il NXT North American Championship A NXT Deadline 2023 ma a causa di un infortunio, Rey decise di sostituirlo con Dragon Lee che avrebbe successivamente vinto il titolo. Nell'episodio dell'8 marzo 2024 di SmackDown, Escobar, che aveva disertato dalla LWO nel novembre 2023, ha sconfitto Rey dopo l'interferenza di Dominik. Rey ha interrotto mentre presentava Lee come il nuovo membro della LWO. Rey e Lee hanno successivamente sfidato Escobar e Dominik a un tag team match a WrestleMania XL. Tuttavia, Lee fu eliminato da Carlito nel backstage durante lo spettacolo di ritorno a casa di SmackDown prima di WrestleMania. Ciò portò Andrade a prendere il posto di Lee dopo un segmento sul ring tra Escobar, Dominik, Rey e Andrade. Nella prima serata di WrestleMania XL, Rey e Andrade uscirono vincitori.
La faida contro suo padre l'ha reso il wrestler più odiato della WWE.

## Nel wrestling

### Mosse finali
In coppia
- Double 619 (Doppio Tiger feint kick su un avversario alle corde)[6]

Rey Mysterio
- 619 (Tiger feint kick su un avversario alle corde)[25]

Dominik Mysterio
- 619 (Tiger feint kick su un avversario alle corde)

### Musiche d'ingresso
- Booyaka 619 V2 dei P.O.D. (2020–2022)[26]

## Titoli e riconoscimenti
- World Wrestling Entertainment
  - WWE Tag Team Championship (1)[27]